# اینوئو نوریتسورا
اینوئو نوریتسورا (به ژاپنی: 飯尾 乗連 いのお のりつら Iio Noritsura); – ۱ ژانویهٔ ۱۵۶۰) سامورایی در خدمت خاندان ایماگاوا در دوره سنگوکو اهل ولایت سوروگا در ژاپن بود. او ارباب قلعه هاماماتسو بود، و عنوان درباری کوکوشی را بر خود داشت. خدمت نوریتسورا به خاندان ایماگاوا در زمان زندگی ایماگاوا یوشیموتو بود. در دوره ایشو (دوره موروماچی) (۱۵۰۴–۱۵۲۱)، نوریتسورا «قلعه کیکوما» و ۱۰٬۰۰۰ ککو قلمروی اطراف آن را به عنوان یک ملک اربابی دریافت کرد. وی در نبرد اوکه‌هازاما در سال ۱۵۶۰ کشته شد.